# یوتا اشموک
یوتا اشموک (به انگلیسی: Uta Schmuck) (زادهٔ ۱۹ اوت ۱۹۴۹) شناگر اهل آلمان است.